# Wolf Singer

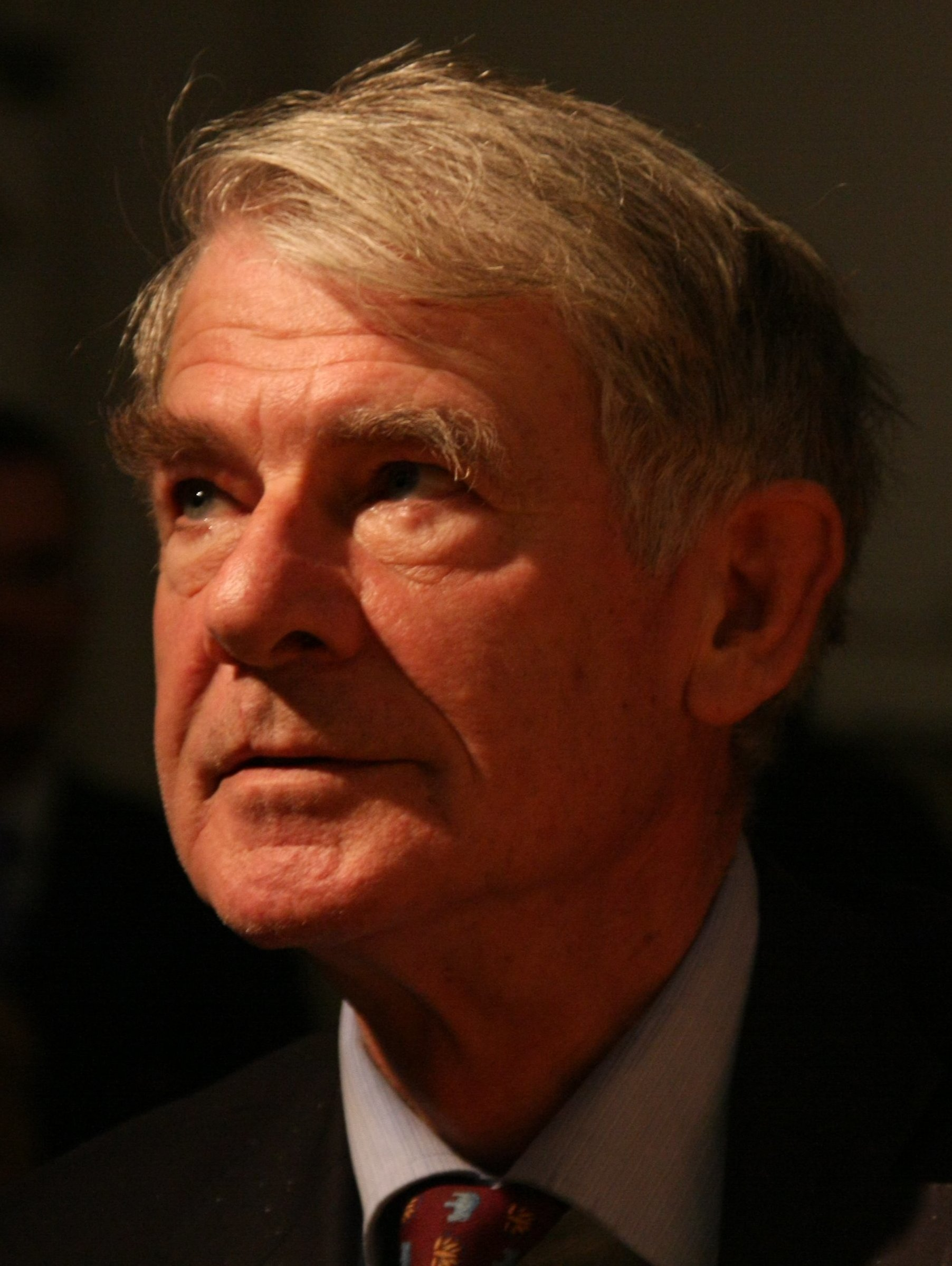
Wolf Singer (Oktober 2008)

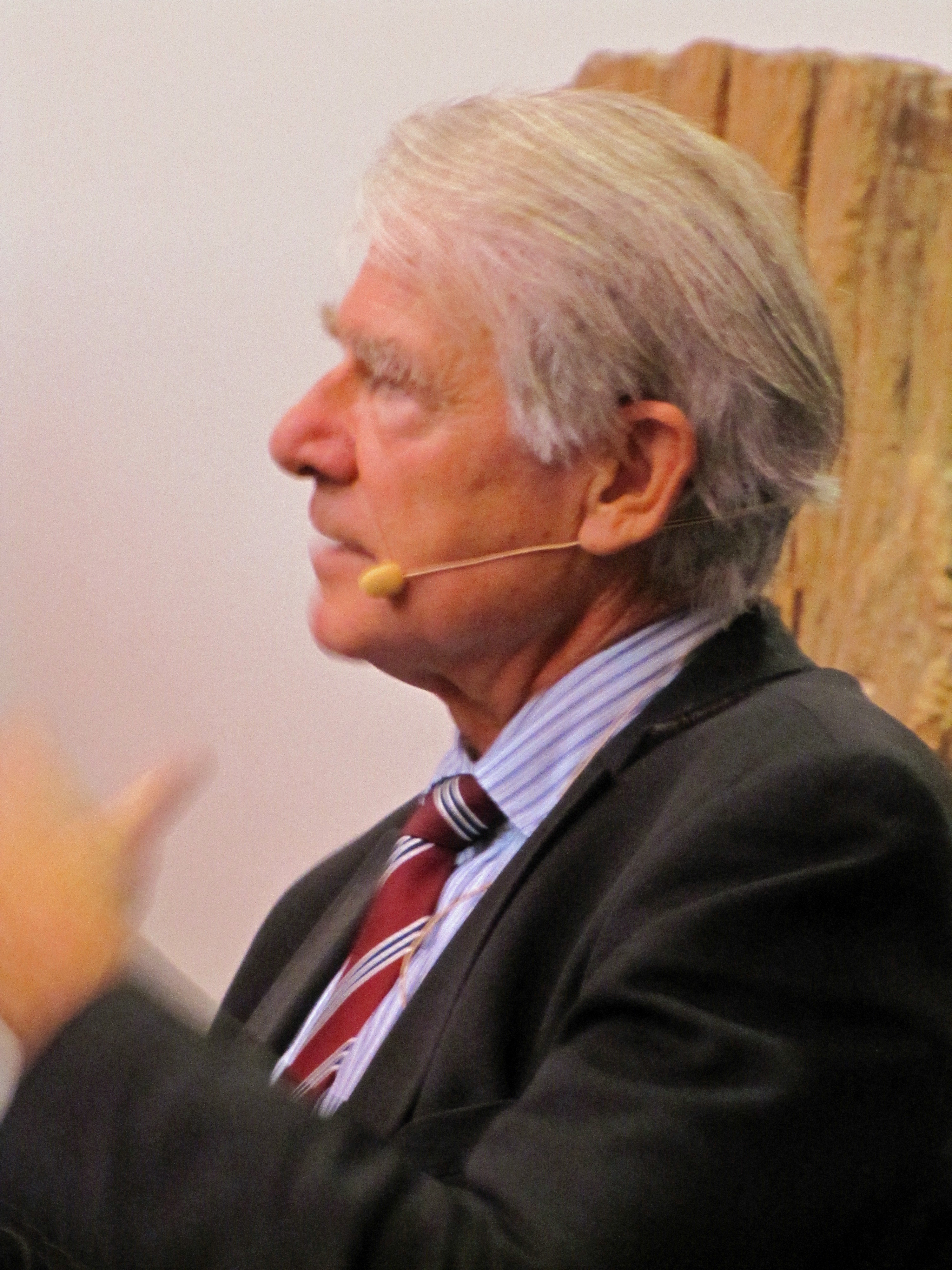
Wolf Singer (2012)

Wolf Joachim Singer (* 9. März 1943 in München) ist ein deutscher Neurophysiologe und Hirnforscher.

## Leben
Wolf J. Singer studierte ab 1962 (von 1965 an als Stipendiat der Studienstiftung des deutschen Volkes) Medizin an der Ludwig-Maximilians-Universität München (LMU München) sowie 1965/66 zwei Semester in Paris. 1968 wurde er an der LMU München mit der Arbeit Die Funktion der telencephalen Kommissuren für bilaterale Synchronisierung des EEG, die er bei Otto Detlev Creutzfeldt am Max-Planck-Institut für Psychiatrie verfasst hatte, zum Dr. med. promoviert. Während seiner Weiterbildung in Neurophysiologie verbrachte er 1971 auch einen Ausbildungsaufenthalt an der University of Sussex in England.
1975 habilitierte er sich an der medizinischen Fakultät der Technischen Universität München für das Fach Physiologie. 1981 wurde er zum Mitglied der Max-Planck-Gesellschaft und Direktor der Abteilung für Neurophysiologie am Max-Planck-Institut für Hirnforschung in Frankfurt am Main berufen. Hier gründete er zusammen mit Walter Greiner und Horst Stöcker im Jahre 2004 das Frankfurt Institute for Advanced Studies (FIAS) sowie das Brain Imaging Center (BIC),  2006 zudem das Ernst-Strüngmann-Wissenschaftsforum und das Ernst Strüngmann Institut (ESI). Er ist Honorarprofessor für Physiologie. Seit 2011 hat er den Status eines Emeritus und führt als solcher weiter die Abteilung „Singer-Emeritus-Department“ am MPI Frankfurt.
Wolf Singer ist der Vater der Hirnforscherin Tania Singer und der Medienwissenschaftlerin Nathalie Singer.

## Wirken

### Forschungsthemen
Das Ziel der Arbeiten seiner neurophysiologischen Abteilung ist es, die neuronalen Prozesse bei sogenannten höheren kognitiven Leistungen wie etwa bei der visuellen Wahrnehmung, beim Erinnern oder bei anderen Denkleistungen aufzuklären. Erforscht wird in seinem Institut u. a. auch das Entstehen der Sehstörung Amblyopie.
In der neurophysiologischen Forschergemeinde ist Singer international u. a. bekannt für seine Forschungen und Überlegungen zu den physiologischen Grundlagen von Aufmerksamkeits- und Identifizierungsvorgängen. Das Bindungsproblem, also die Frage, wie aus verschiedenen Sinneseindrücken von Eigenschaften (etwa Form, Farbe, Härte, Gewicht, Geruch) der Eindruck der Wahrnehmung eines  einheitlichen Objekts konstruiert werden kann (das als Träger all dieser sinnlich wahrnehmbaren Eigenschaften empfunden wird), erforscht das Institut mit technisch aufwändigen Experimenten vorwiegend im Bereich der visuellen Wahrnehmung. Die Theorie dazu stammt unter anderem von Christoph von der Malsburg. Sie misst der zeitlichen Synchronität von neuronaler Aktivität im Cortex große Bedeutung zu. Jeweils übereinstimmende Oszillationsfrequenzen der Nervenzellen würden demnach auf gleiche Objekte verweisen.
Singer vertritt eine naturalistische Deutung neurophysiologischer Daten und bemüht sich, die Ergebnisse der Hirnforschung in der Öffentlichkeit bekanntzumachen und zu vertreten.
Singer ist einer der Wissenschaftler, die an den Mind-and-Life-Dialogen beteiligt sind; er ist auf der Website des Mind and Life Institute erwähnt als einer der Science & Contemplative Affiliates.

### Freiheit und Schuld
Singer geriet, ähnlich wie Gerhard Roth, durch seine pointierten Stellungnahmen in Interviews, Vorträgen und populärwissenschaftlichen Essays immer wieder ins Zentrum öffentlicher Auseinandersetzungen. Seine Folgerungen aus der neurowissenschaftlichen Forschung hinsichtlich politischer und juristischer, psychologischer sowie entwicklungspsychologischer und pädagogischer oder anthropologischer, aber auch z. B. architektonischer oder städtebaulicher Fragen bis hin zu solchen historischer und philosophisch-weltanschaulicher Art werden von der Presse gerne aufgegriffen.
Besonders kontrovers erörtert wurden seine Thesen zur Willensfreiheit. Singer lehnte die Rede von einem freien Willen ab. Dies brachte er 2004 öffentlich in einem FAZ-Artikel zum Ausdruck, dessen Untertitel er in der leicht abgewandelten Formulierung Verschaltungen legen uns fest: Wir sollten aufhören von Freiheit zu sprechen zum Haupttitel des Wiederabdrucks eines umfangreichen wissenschaftlichen Fachbeitrags zu der Fachdiskussion „Hirn als Subjekt? (Teil I)“ in der Deutschen Zeitschrift für Philosophie machte. Singer argumentiert, das naturwissenschaftliche Kausalmodell, nach dem die Welt als geschlossenes deterministisches Ganzes anzusehen ist, schließe Freiheit aus. Befürworter des Freiheitsbegriffs wie Peter Bieri wenden allerdings ein, dass der Begriff der Willensfreiheit nur unter bestimmten Voraussetzungen im Gegensatz zum Determinismus stehe und dass diese Voraussetzungen keinesfalls akzeptiert werden müssten.
Singer fordert auch, dass das Fehlen von Willensfreiheit Konsequenzen für unsere Konzeptionen von Schuld und Strafe haben müsse: Wenn naturwissenschaftlich gesehen niemand frei entscheiden könne, sei es nicht sinnvoll, Personen für ihr Tun verantwortlich zu machen. Trotzdem müsse man sich vor ihnen schützen und den Betreffenden zunächst einmal daran hindern, dass er seine Tat wiederholen kann. „Wir würden Straftäter also wegsperren und bestimmten Erziehungsprogrammen unterwerfen, die durchaus auch Sanktionen einschließen würden.“ – so weiter wörtlich – „Wir würden hübsch das Gleiche tun wie jetzt auch schon. Allein die Betrachtungsweise hätte sich geändert.“ Singer stellt sich vor, „dass unser Umgang mit Menschen, die wir heute als ‚Kriminelle‘ bezeichnen, verständnisvoller werden könnte – ohne dass sich allerdings unser Strafvollzug grundlegend änderte.“
Wolf Singer und Gerhard Roth waren Mitautoren von „Das Manifest“, einer Aufsehen erregenden Deklaration von – nach der Formulierung der Redaktion – elf führenden Neurowissenschaftlern über Gegenwart und Zukunft der Hirnforschung, die im Herbst 2004 in der Zeitschrift Gehirn&Geist publiziert wurde.

## Vorwürfe wegen Vertuschung von Mobbing und sexueller Übergriffe
Mehrere Mitarbeiter des Ernst Strüngmann Instituts berichteten über unangemessenes Verhalten, das teils von Führungskräften ausgegangen sein soll.
Im September 2024 hatten laut FAZ Informationen mindestens 60 Mitarbeiter einen Brandbrief an den Stiftungsrat unterzeichnet, in dem es geheißen habe: „Unser Arbeitsplatz am ESI ist stark von Sexismus und Mobbing geprägt.“ Im Einzelnen soll eine Führungskraft wiederholt versucht haben, eine Kollegin gegen ihren Willen zu küssen. Der Mann habe im Institut über Jahre die interne Beschwerdestelle geleitet. Zudem soll ein Mitarbeiter eine Frau zu sexuellen Handlungen gedrängt haben. Der Mann habe sich später im Institutsgebäude vor ihr entblößt.
Wie es in dem Bericht weiter heißt, beschuldigen Mitarbeiter des ESI dessen Gründungsdirektor Wolf Singer, er habe die Vorfälle vertuschen wollen. Unter anderem habe er eine der mutmaßlich Betroffenen gefragt, ob sie die Karriere des Beschuldigten zerstören wolle.

## Ehrungen und Auszeichnungen
Wolf Singer erhielt für wissenschaftliche Arbeiten und sein darüber hinausgehendes Engagement zahlreiche Ehrungen, so u. a. den Ernst Jung-Preis für Wissenschaft und Forschung, den Neuronal Plasticity Prize, den Zülch-Preis, den Max-Planck-Preis für Öffentlichkeitsarbeit, 1998 den Hessischen Kulturpreis, den Communicator-Preis des Stifterverbandes für die Deutsche Wissenschaft, die Ehrendoktorwürde der Carl-von-Ossietzky-Universität Oldenburg und die Médaille de la Ville de Paris. 1989 wurde er als ordentliches Mitglied in die Academia Europaea aufgenommen. Seit 1998 ist er Mitglied der Leopoldina und seit 2003 der Deutschen Akademie für Sprache und Dichtung.
Außerdem wurde er in Frankreich als Chevalier de la Legion d’Honneur ausgezeichnet. 1992 wurde Singer zum lebenslangen Mitglied der Päpstlichen Akademie der Wissenschaften in Rom ernannt. Im Jahre 2002 erhielt er den Ernst-Hellmut-Vits-Preis der Westfälischen Wilhelms-Universität in Münster (Westfalen).
Singer gehörte bis 2012 dem wissenschaftlichen Beirat der Giordano-Bruno-Stiftung an. Er ist Mitglied im Kuratorium der Hertie-Stiftung. Seit 2007 ist er ausländisches Mitglied der Russischen Akademie der Wissenschaften.
2011 wurde ihm das Bundesverdienstkreuz erster Klasse verliehen. Im gleichen Jahr ernannte ihn Papst Benedikt XVI. zum Mitglied des Päpstlichen Rates für die Kultur. 2013 zeichnete ihn die Leopoldina mit der Cothenius-Medaille aus. Ebenfalls im Jahr 2013 wurde er zum Fellow der American Association for the Advancement of Science gewählt. 2014 wurde er in die EMBO gewählt, 2017 in die National Academy of Sciences.

## Veröffentlichungen (Auswahl)
- 1968 Die Bedeutung der Vorderhirnkommissuren für die Koordination bilateraler EEG-Muster. Ludwig-Maximilians-Universität München. (Dissertation)
- 1974 Über den Einfluss zentrifugaler Projektionssysteme auf die Leistungen eines sensorischen Thalamuskernes, dargestellt am Beispiel des visuellen Systems. Technische Universität München (Habilitationsschrift).
- 2002 Ein Frontalangriff auf unsere Menschenwürde.; (PDF; 169 kB) Gemeinsames Interview mit Thomas Metzinger im Magazin Gehirn&Geist 4/2002, S. 32–35, repr. in: G&G Dossier 2003 mit dem Titel „Angriff auf das Menschenbild. Hirnforscher suchen neue Antworten auf alte philosophische Fragen.“ S. 68–71.
- 2002 Der Beobachter im Gehirn. Essays zur Hirnforschung. Suhrkamp, Frankfurt am Main (stw 1571) ISBN 3-518-29171-8
- 2003 Ein neues Menschenbild? Gespräche über Hirnforschung. Suhrkamp, Frankfurt am Main (stw 1596) ISBN 3-518-29196-3
- 2003 Bindungsprobleme. Neurophilosophische Überlegungen. Hörbuch. Konzeption/Regie: Klaus Sander. Erzähler: Wolf Singer. supposé, Köln ISBN 978-3-932513-48-0 (nominiert für den Deutschen Hörbuchpreis 2004 in der Kategorie „Beste Information“)
- 2004 Keiner kann anders als er ist. Verschaltungen legen uns fest. Wir sollten aufhören, von Freiheit zu reden. Frankfurter Allgemeine Zeitung, Nr. 6 vom 8. Januar 2004, S. 33 (DF hier)[23]
- 2004 Verschaltungen legen uns fest. Wir sollten aufhören, von Freiheit zu sprechen. In: Geyer, Christian (Hrsg.): Hirnforschung und Willensfreiheit. Zur Deutung der neuesten Experimente. Suhrkamp, Frankfurt 2004, S. 30–65[24]
- 2007 Binding by Synchrony. In: Scholarpedia. (englisch, inkl. Literaturangaben)
- 2008 mit Matthieu Ricard: Hirnforschung und Meditation. Ein Dialog. Suhrkamp, Frankfurt am Main (= eu 4), ISBN 3-518-26004-9,[25] 6. Auflage ebenda 2010.
- 2013 Heute weiß ich weniger über das Gehirn, als ich vor 20 Jahren zu wissen glaubte – in: Matthias Eckoldt: Kann das Gehirn das Gehirn verstehen? Gespräche über Hirnforschung und die Grenzen unserer Erkenntnis. Carl-Auer-Verlag, Heidelberg, ISBN 978-3-8497-0002-7.
- 2017 mit Matthieu Ricard: Jenseits des Selbst : Dialoge zwischen einem Hirnforscher und einem buddhistischen Mönch, Berlin: Suhrkamp 2017, ISBN 978-3-518-42571-8.